# Acalypha glandulifera
Acalypha glandulifera é uma espécie de flor do gênero Acalypha, pertencente à família Euphorbiaceae.